# Котвайлер-Шванден
Котвайлер-Шванден (нем. Kottweiler-Schwanden) — община в Германии, в земле Рейнланд-Пфальц. 
Входит в состав района Кайзерслаутерн. Подчиняется управлению Рамштайн-Мизенбах.  Население составляет 1293 человека (на 31 декабря 2010 года). Занимает площадь 7,61 км².
Коммуна подразделяется на 2 сельских округа.